# X-хромосома

Идиограмма X-хромосомы человека

X-хромосо́ма — половая хромосома. У всех млекопитающих и других организмов с гетерогаметным полом присутствуют X-хромосомы: у самок две X-хромосомы (XX), а у самцов — одна X- и одна Y-хромосома (XY). Существуют и организмы (например, утконосы), у которых несколько негомологичных X-хромосом.

## X-хромосома человека
X-хромосома человека содержит около 150 миллионов пар оснований, что составляет примерно 5 % ДНК в клетках женщин, 2,5 % в клетках мужчин. Несёт более 1400 генов, из них белок-кодирующих — около 800 (ср. с Y-хромосомой, которая несёт всего 78 генов). У женщин две X-хромосомы; у мужчин одна X-хромосома и одна Y-хромосома. Одна X-хромосома наследуется от матери, а вторая (только у женщин) от отца.
Хотя у женщин две X-хромосомы, в соматических клетках одна из них инактивирована и образует тельце Барра.

### Хромосомные болезни по X-хромосоме
- Синдром Клайнфельтера — полисомия по X-хромосоме у мужчины
- Трисомия по X-хромосоме
- Синдром Шерешевского — Тёрнера — отсутствие или повреждение одной из X-хромосом у женщины
- Болезнь Фабри — повреждение единственной X-хромосомы у мужчин и одной из Х-хромосом у женщин

### X-сцепленные заболевания
- X-сцепленная эндотелиальная дистрофия роговицы
- Мегалокорнеа
- Болезнь Менкеса
- X-сцепленный ихтиоз
- Гемофилия
- Дальтонизм

## Гены

### Плечо p
- BMX — нерецепторная тирозинкиназа семейства Tec;
- NOX2 — NADPH-оксидаза;
- STS — стероидная сульфатаза;
- SYN1 — синапсин I;
- TIMP1 — тканевый ингибитор металлопротеиназ;
- WASp — белок синдрома Вискотта — Олдрича.

### Плечо q
- AGTR2 — ангиотензиновый рецептор 2;
- ATP7A;
- DCX — даблкортин;
- HEPH — гефестин;
- LAMP2 — мембранный белок, ассоциированный с лизосомами;
- OGT — O-GlcNAc-трансфераза.

## История
X-хромосома издавна славится своими особыми свойствами среди генетиков, которые назвали её буквой X не за форму, как можно было бы предположить (аутосомы также похожи на букву X), а потому, что первые исследователи были сбиты с толку тем, насколько X-хромосома отличается от других хромосомных пар. Y-хромосома была названа следующей буквой алфавита потому, что была открыта следующей. Тот факт, что Y-хромосома во время митоза имеет два очень коротких плеча, которые выглядят под микроскопом Y-образно, является случайным совпадением.
X-хромосома была впервые выявлена в 1890 году Германом Хенкингом в Лейпциге. Хенкинг занимался исследованиями яичек клопов и заметил, что одна хромосома не принимает участие в мейозе. Хенкинг не был уверен, была ли это хромосома или объект другого класса, поэтому назвал его X-элементом, позже было установлено, что это была действительно хромосома, которая получила название X-хромосома.
В 1901 году Кларенс Эрвин Мак-Кланг (англ. Clarence Erwin McClung) впервые предположил, что X-хромосома участвует в определении пола, на основании сравнения своего исследования саранчи с работами Хенкинга и других. Мак-Кланг заметил, что только половина сперматозоидов получают X-хромосому. Он посчитал её дополнительной хромосомой, определяющей мужской пол. Позднее было установлено, что Мак-Кланг ошибся, а хромосомой, определяющей мужской пол, скорее является Y-хромосома.
В 2020 году последовательность нуклеотидов X-хромосомы была полностью определена.